# 中国科学院生物物理研究所
中国科学院生物物理研究所（英語：Institute of Biophysics, Chinese Academy of Sciences），简称生物物理所，是中国科学院直属研究机构之一，建立于1958年，前身是1957年建立的北京实验生物研究所。 生物物理所历经几代科学家的努力，开创并推动了中国生物物理学领域的研究和发展。
生物物理所于1987年建立博士后流动站，是国务院学位委员会批准的博士、硕士学位授予权单位、自行增列博士生导师试点单位及中国科学院博士生重点培养基地单位。
生物物理所的研究定位是：充分发挥多学科交叉的综合优势，在蛋白质科学、脑与认知科学、感染与免疫、核酸生物学等学科前沿领域实现基础性、前瞻性、战略性突破。

## 机构领导
- 第一任所长 贝时璋院士（1958-1983任职）
- 第二任所长 梁栋材院士（1983-1986任职）
- 第三任所长 王书荣研究员（1986-1998任职）
- 第四任所长 王志新院士（1999-2003任职）
- 第五任所长 饶子和院士（2003-2007任职）
- 第六任所长 徐涛院士（2007-2017任职）
- 第七任所长 许瑞明研究员（2017至今）

## 历史沿革

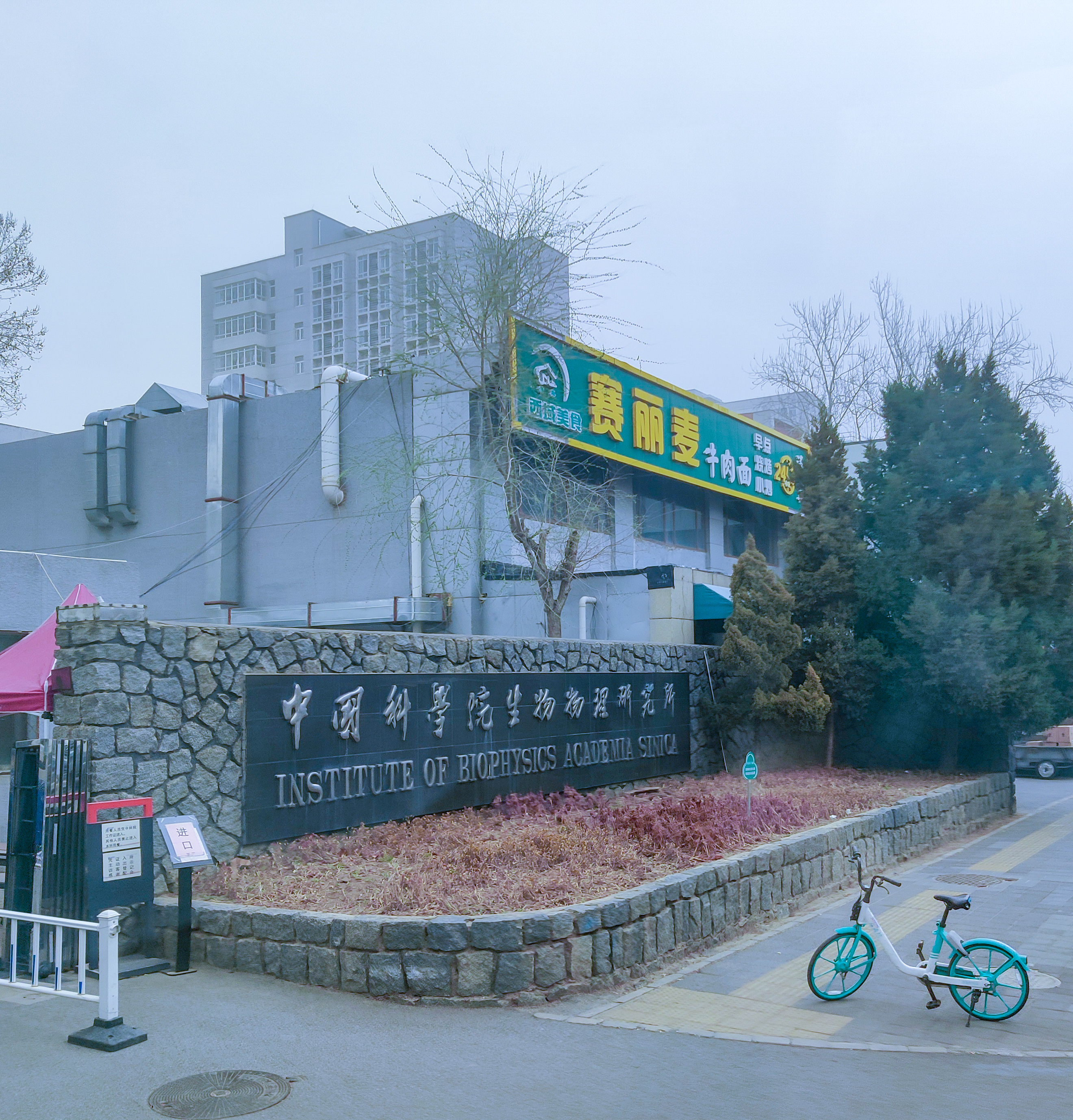
中科院生物物理所正门口石碑

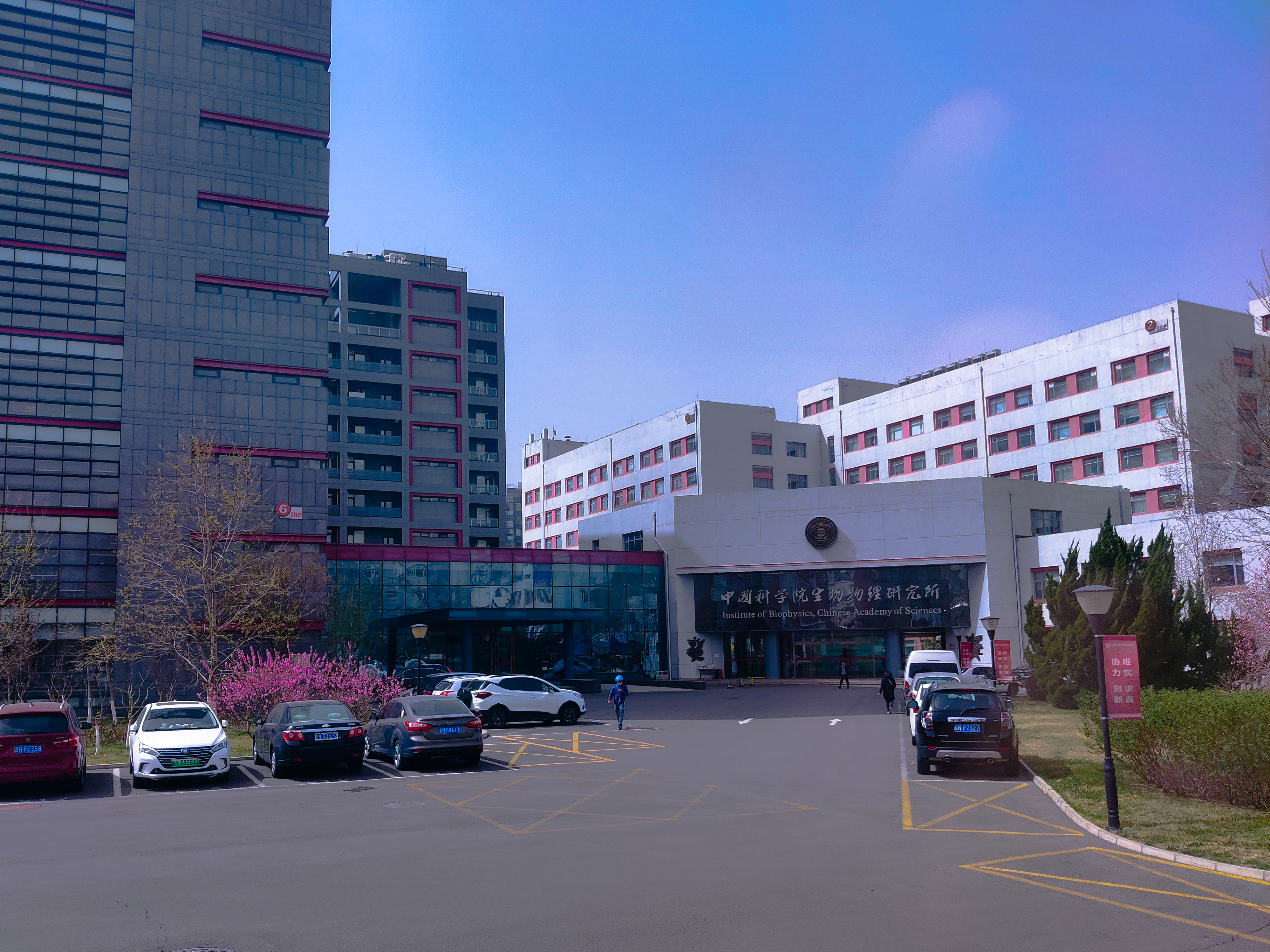
中科院生物物理所主楼全貌

### 建所初期
1955年10月，著名生物学家贝时璋携其研究组自上海迁往北京，挂名“实验生物研究所北京工作组”。1957年7月29日，国务院批准成立中国科学院北京实验生物研究所，任命贝时璋为所长。1958年7月29日，中国科学院第九次院务常务会议通过，将北京实验生物研究所改建为生物物理研究所，同年9月26日，国务院正式批准，贝时璋继续出任所长。1963年，研究所方向、任务、人员确定后，设立了放射生物学研究室、宇宙生物学研究室、生物结构与功能研究室、生物物理工程技术研究室和一般生物物理研究组（后改称一般生物物理研究室）。1964年，设立仿生学研究室，将放射生物学研究室分为放射生物学第一研究室和放射生物学第二研究室两个研究室。1965年，宇宙生物学研究室扩建出动物研究室和总体室另外两个研究室。1967年6月，受文化大革命冲击，为保证重要科研工作的正常进行，生物物理研究所实行军事管制。1968年3月12日，根据国务院、中央军委关于“新技术局由国防科委接管”的指示，生物物理研究所调归中国人民解放军第十五研究院，并按该院体制编制进行调整改组；所内宇宙生物学研究室、动物研究室和总体室调归中国人民解放军第五研究院。同年4月1日，国防科委批准组建航天医学工程研究所，上述宇宙生物学研究室、动物研究室和总体室百余人转而参与组件该所，年底完成搬迁和移交工作。

### 回归中科院至20世纪末
1970年，生物物理研究所回归中国科学院。1972年，对研究组织架构进行了调整，设立了放射生物学研究室、分子生物学研究室、仿生学研究室、生物物理工程技术研究室和生物实验技术研究室（即原北京生物实验中心并入研究所部分）。1973年，设立细胞起源及细胞生物学研究室。1976年，设立肿瘤细胞研究室。1978年4月，放射生物学研究室改称辐射生物物理研究室。同年7月，仿生学研究室改为视觉信息加工实验室，对地震中动物感知行为的研究另建一个研究室，称动物的感觉与行为研究室。1980年，成立酶的结构与功能研究室，并将几个研究组合并设立生物物理理论研究室。1985年，国务院批准研究所首批建立博士后流动站，设有生物学学科。1986年6月，北京现代生物学研究中心生物物理学与分子生物学工程（即生物物理研究所新址建设工程）开工。1989年5月，经国家科委批准，生物大分子国家重点实验室成立。同年六月，经中国科学院批准，中国科学院视觉信息加工开放研究实验室成立。1991年8月10日，生物物理研究所开始搬迁北京北郊新址。1992年12月29日，除两个开放实验室外，将原有的11个研究室整合成分子生物学研究室、蛋白质工程研究室、神经生物学研究室、细胞生物物理研究室，一个分析测试技术中心和一个高技术开发研究部。1994年，生物物理研究所被国家科委列为中科院五个基础研究所改革试点单位之一，生物大分子国家重点实验室被国家科委选定为中国五个试点实验室之一。1995年12月，高技术开发研究部和分析测试中心合并建立生物物理技术研究室。1996年9月26日，生物物理研究所局域网建成启用。

### 21世纪初
2001年9月，中国科学院研究生院认知科学重点实验室迁入研究所。同年11月，成立分子生物学研究中心和脑与认知科学研究中心，中科院视觉信息加工开放实验室晋升为中科院视觉信息加工重点实验室。2003年10月，成立计算与系统生物学研究中心。2004年，中国科学院蛋白质科学研究平台启动建设，依托生物物理所的北京磁共振脑成像中心正式成立。2005年，“中国科学院视觉信息加工重点实验室”“中国科学院研究生院认知科学重点实验室”和“中国科学院心理研究所心理健康重点实验室”合并组建了“脑与认知科学国家重点实验室”，并正式成立感染与免疫学研究中心。2006年2月23日，中国科学院生物物理研究所泰州分部正式成立。2007年，蛋白质与分子生物医学科研楼动工。2008年1月8日，原中国科学院研究生院认知科学重点实验室由研究生院整体转移到研究所，成立脑成像研究中心。2009年，蛋白质与分子生物医学科研楼正式启用。2010年5月8日，中国科学院感染免疫重点实验室成立。同年9月26日，中科院生物物理研究所和澳大利亚昆士兰大学脑研究所共建的神经科学与认知联合实验室揭牌仪式在澳大利亚昆士兰州布里斯班举行。2011年1月17日，生物物理研究所和上海药物研究所共建的“药物研究联合实验室”签约揭牌仪式在生物物理研究所举行。同年10月20日，揭牌成立北京生命科学研究院生命科学仪器技术创新中心精密加工中心，并开工建设。2013年，北京市科委正式认定研究所非编码核酸实验室为“非编码核酸北京市重点实验室”，认定蛋白质与多肽药物实验室为“北京市生物大分子药物转化工程技术中心”；由中科院生物物理所和中生北控生物科技股份有限公司联合主办的体外诊断工程研究中心揭牌。2015年，为促进科教融合，生物物理所牵头成立中国科学院大学生命科学学院。

## 科研概况

### 研究部门

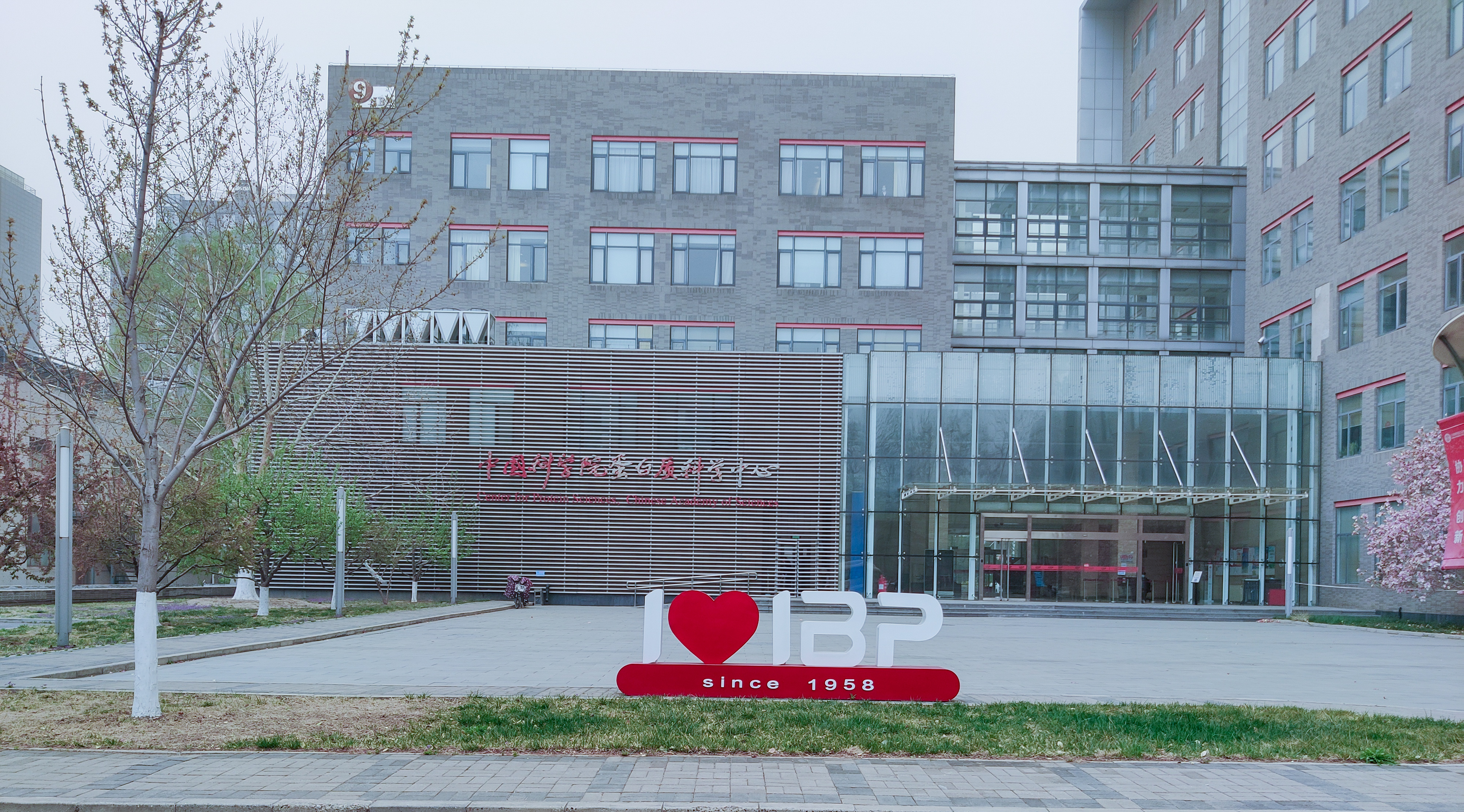
中国科学院蛋白质科学中心

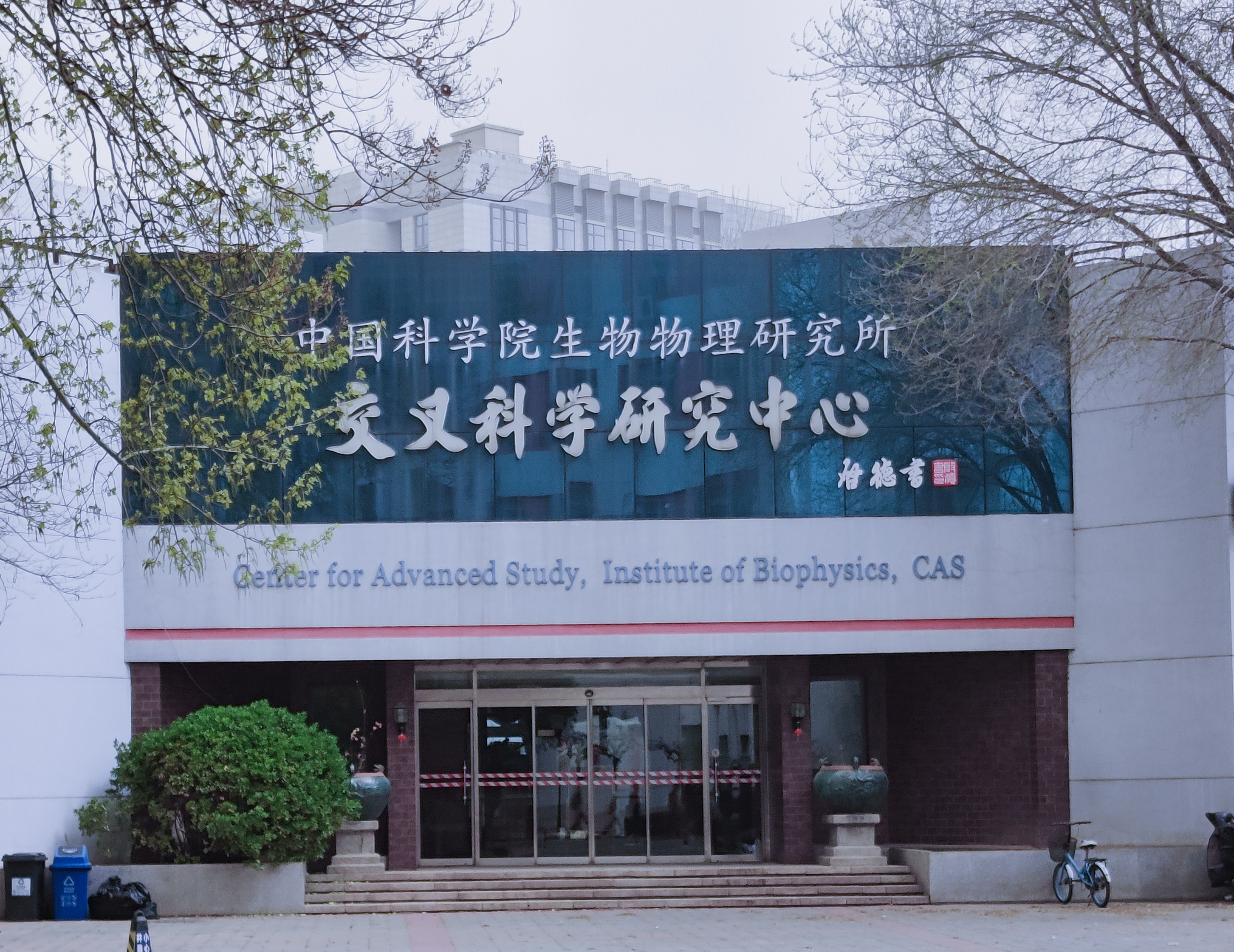
中国科学院生物物理研究所交叉科学研究中心

#### 蛋白质科学国家实验室（筹）
2006年12月，科技部国家实验室工作通气会通报了10个国家实验室筹建试点，明确依托中国科学院生物物理研究所筹建蛋白质科学国家实验室。截至2020年底，蛋白质科学国家实验室正在筹建中。现阶段挂牌“中国科学院蛋白质科学中心”。

#### 生物大分子国家重点实验室
生物大分子国家重点实验室1989年经国家计划发展委员会和中国科学院批准，依托中科院生物物理研究所建设，1991年1月通过验收并正式开放运行。实验室两次获得“国家重点实验室计划先进集体”（金牛奖）；成立以来，以第一完成单位共获得国家自然科学二等奖8项。实验室近年来研究方向主要有：

- 膜蛋白的结构与功能
- 染色质结构、表观遗传调控与细胞命运决定的分子机理
- 细胞内膜系统形成与稳态维持的调控机制
- 重要疾病发生与防御的蛋白质结构与功能基础

#### 脑与认知科学国家重点实验室
脑与认知科学国家重点实验室2005年经科技部批准建设，2007年通过验收并正式开放运行。实验室占地面积9000多平方米，装备了3T (Prisma) 和7T全身磁共振成像系统、脑磁图 (CTF Omega) 和脑电系统、各种光成像系统、分子生物学和电生理的装备，及把这些系统结合起来的软硬件环境。实验室主要研究方向有：
- “认知基本单元”的理论框架
- 果蝇视觉认知、抉择和学习记忆
- 认知的分子神经机制及认知障碍
- 高场强磁共振成像为核心结合各种成像方法的脑成像实验
- 社会信息（面孔及生物运动）的认知及其神经机制

#### 中国科学院感染与免疫重点实验室
中国科学院感染与免疫重点实验室成立于2010年5月，是中国科学院重点实验室之一，为重大传染性疾病防控科技的建设与国家普惠健康体系的发展提供技术支撑。实验室主要研究方向有：
- 病毒与宿主相互作用的分子机理
- 病毒感染早期的免疫应答机制、免疫病理机制和病毒清除机制
- 免疫生物学基础理论
- 开发清除感染的治疗性抗体
- 小分子抗病毒药物设计

#### 中国科学院核酸生物学重点实验室
实验室主要研究方向：
- 新非编码RNA及其基因
- 非编码RNA与生物大分子的相互作用
- 非编码RNA的空间结构及生物功能
- 构建并分析由RNA和蛋白质共同实现的生物网络（双色网络）

#### 蛋白质与多肽药物所重点实验室
2004年，中科院生物物理研究所为满足国家加速科研成果转化的重大需求建设"蛋白质与多肽药物实验室"。2011年，为加快突破中国生物大分子药物研发中"创新"与"转化"衔接的瓶颈，重新成立"蛋白质与多肽药物重点实验室"。2013年，被北京市科委评定为"北京市生物大分子药物转化工程技术研究中心"。实验室主要研究方向有：
- 生物大分子药物筛选、制备和成药性研究
- 新型纳米药物制剂
- 疾病的分子分型诊断试剂

#### 交叉科学所重点实验室
实验室成立于2011年，通过整合生命科学仪器与技术创新、生物技术与应用等各分支学科，2014年实验室被认定为北京市工程技术研究中心并正式开放运行。主要研究方向为生命科学仪器与实验方法技术的创新，以及生物技术与应用。

### 科研平台

#### 蛋白质科学研究平台
中国科学院蛋白质科学研究平台依托生物物理所，向所内外科研人员提供技术服务，属于社会公共技术支撑机构。平台现已建立4个专业技术实验室。平台在用价值2.5亿元科研装备340台件。各重点实验室以及科学研究平台均对外开放，以技术开发、技术服务、技术转让和检测服务等形式提供给各类科研人员。

#### 北京磁共振脑成像中心

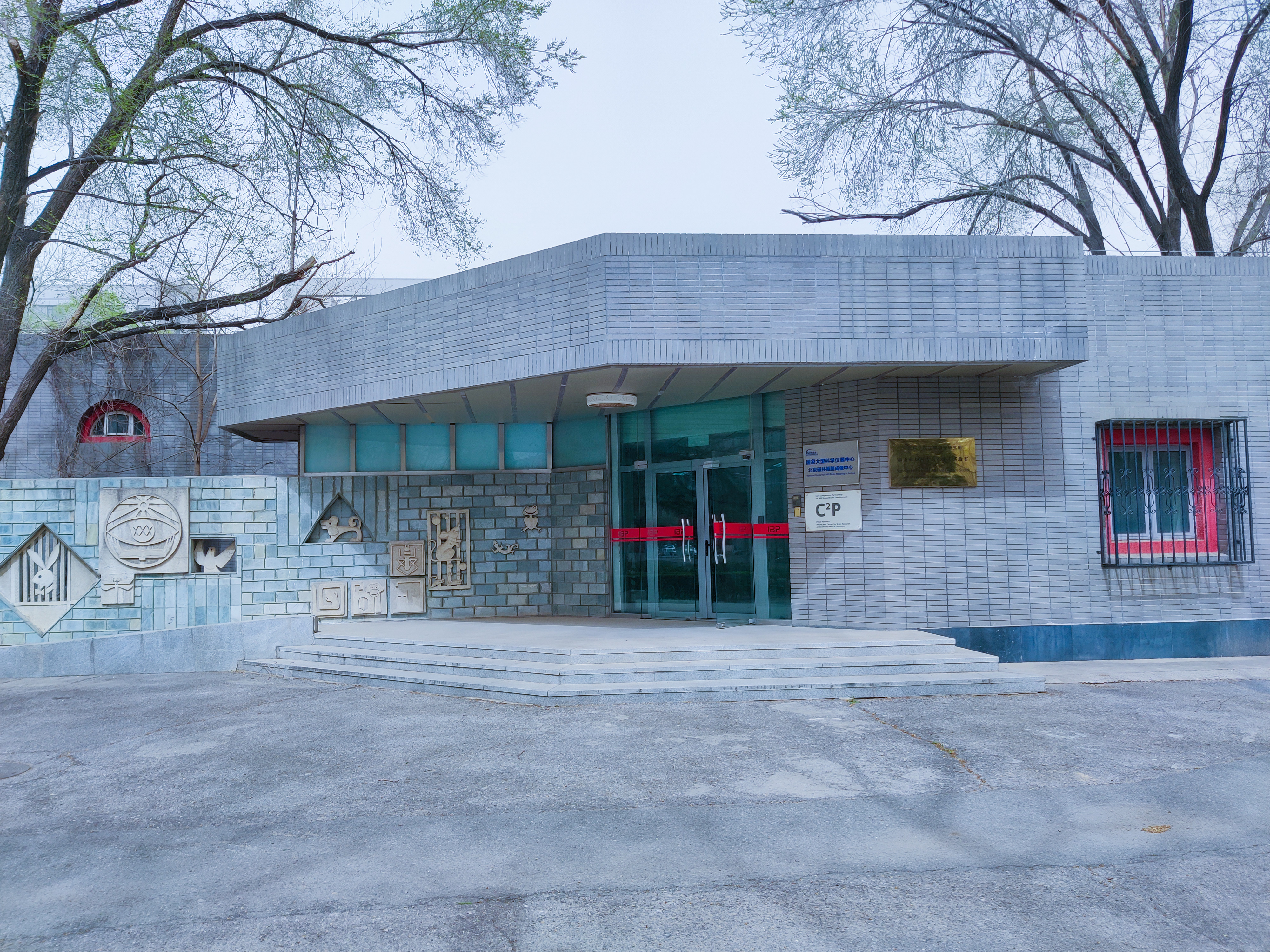
脑与认知科学国家重点实验室

北京磁共振脑成像中心依托脑与认知科学国家重点实验室，核心设备是中国首台7T人类全身磁共振成像系统和中国首台3T功能磁共振成像系统。中心向国内外研究者开放的，具有一整套完善的配套研究设备。

#### 感染与免疫公共平台
感染与免疫公共平台共装备总价值超过1000万元的仪器设备，构成病毒和细胞分离鉴定系统、蛋白质表达与检测系统、生物成像分析系统三大实验体系，支持自身及周边兄弟单位的科研。

#### 健康大数据研究中心
中国科学院生物物理研究所健康大数据研究中心成立于2015年5月。中心现已成功建设测序平台、计算集群和数据存储平台、多组学生命数据分析平台和数据共享平台。中心聚焦于重大疾病的精准医学，主要集中于癌症、罕见病、糖尿病和老年痴呆等重要疾病的研究。

#### 蛋白质与多肽药物平台
蛋白质与多肽药物平台主要开展大分子药物发酵、纯化、冻干及制剂开发工作，以满足临床前研究样品的生产需求。

#### 人类资源样本库
中科院人类资源样本库平台开展人群样本收集工作，建立了前瞻性中国人群实体库、人群样本信息库和人类疾病模型细胞资源库。

### 出版物
生物物理所是中国生物物理学会、中国认知科学学会的挂靠单位。研究所主要出版物有《生物物理学报》（Biophysics Reports）、《生物化学与生物物理进展》和《蛋白质与细胞》（Protein & Cell），其中《生物化学与生物物理进展》、《蛋白质与细胞》（Protein & Cell）是SCI收录期刊。